# Турата (село)
Турата (алт. Тураты) — село в Усть-Канском районе Республики Алтай России. Входит в состав Чёрноануйского сельского поселения. Малая родина двух казахов — Героев Советского Союза: К. А. Туганбаева (неверное написание фамилии — Тугамбаев) и Ж. А. Елеусова. Население 170 человек (2016), 82 % из них — туратинские казахи .

## География
Расположено в горно-степной зоне западной части Республики Алтай и находится у реки Абай.
Уличная сеть состоит из четырёх географических объектов: ул. Елеусова и ул. Конторская.
Абсолютная высота 777 метров выше уровня моря
.

## Население
| 2009 | 2010 | 2011 | 2012 | 2013 | 2014 |
| ---- | ---- | ---- | ---- | ---- | ---- |
| 247  | ↘192 | ↘191 | ↘189 | ↘187 | ↘185 |
| 2015 | 2016 |      |      |      |      |
| ↘174 | ↘170 |      |      |      |      |

Национальный состав
Согласно результатам переписи 2002 года, в национальной структуре населения туратинские казахи составляли 82 % от общей численности населения в 265 жителей.

## Известные жители
В Турате родились два Героя Советского Союза: Кыдран Александрович Туганбаев (неверное написание фамилии — Тугамбаев) и Жанбек Акатович Елеусов.

## Инфраструктура
Личное подсобное хозяйство. Животноводство.

## Транспорт
Конечный пункт автодороги регионального значения «Мариинск — Турата» (идентификационный номер 84К-34) протяженностью 20,7 км. Через Турату проходит автодорога регионального значения «Черный Ануй — Верх-Ануй — Яконур» (идентификационный номер 84К-123) протяженностью 47,462 км. (Постановление Правительства Республики Алтай от 12.04.2018 N 107 «Об утверждении Перечня автомобильных дорог общего пользования регионального значения Республики Алтай и признании утратившими силу некоторых постановлений Правительства Республики Алтай»).